# Nacionalna akademija znanosti (ZDA)
Nacionalna akademija znanosti (angleško National Academy of Sciences, okrajšano NAS) je zasebna, nepridobitna akademska ustanova s sedežem v Washingtonu, ZDA. Po koncesiji ameriškega Kongresa njeni člani svetujejo vladi v znanstvenih in tehniških zadevah, poleg tega pa je častno združenje, eno najprestižnejših tovrstnih v državi, ki predstavlja del Nacionalnih akademij, krovne akademije za ameriško znanost.
Akademija je bila ustanovljena z odlokom ameriškega Kongresa, ki ga je 3. marca 1863, med ameriško državljansko vojno, podpisal takratni predsednik Abraham Lincoln. V skladu s koncesijo so bili člani obvezani opravljati svetovalno vlogo glede vseh znanstvenih in tehniških vprašanj, brez denarnega povračila (financiranje je bilo predvideno le za neposredne stroške raziskav). Prvi predsednik je postal fizik in inženir Alexander Dallas Bache, pravnuk Benjamina Franklina, ki je ob smrti zapustil ustanovi svoje premoženje, pomembnejšo vlogo pri pridobivanju politične podpore za ustanovitev pa so poleg njega imeli še Benjamin Peirce, Benjamin Gould, Charles Davies in Louis Agassiz. Kljub visokoletečim razsvetljenskim ciljem je več ustanovnih članov negodovalo nad povezanostjo z vlado, saj so se bali politizacije. Sprva je organizacija delovala zgolj na papirju in ni odigrala večje vloge v vojni, niti ji po vojni ni uspelo prevzeti osrednje vloge v ameriški znanosti kot so načrtovali idejni vodje.

## Članstvo in vodstvo
Sprva je bilo število članov omejeno na 50, zdaj pa akademijo sestavlja približno 2250 članov in 440 pridruženih tujih članov (2015). Nove člane volijo obstoječi člani, članstvo je dosmrtno. Med njimi je mdr. tudi Slovenec Andrej Šali.
Seznam predsednikov:
- 1863–1867 Alexander Dallas Bache
- 1868–1878 Joseph Henry
- 1879–1882 William Barton Rogers
- 1883–1895 Othniel Charles Marsh
- 1895–1900 Wolcott Gibbs
- 1901–1907 Alexander Agassiz
- 1907–1913 Ira Remsen
- 1913–1917 William Henry Welch
- 1917–1923 Charles Doolittle Walcott
- 1923–1927 Albert Abraham Michelson
- 1927–1931 Thomas Hunt Morgan
- 1931–1935 William Wallace Campbell
- 1935–1939 Frank Rattray Lillie
- 1939–1947 Frank Baldwin Jewett
- 1947–1950 Alfred Newton Richards
- 1950–1962 Detlev Wulf Bronk
- 1962–1969 Frederick Seitz
- 1969–1981 Philip Handler
- 1981–1993 Frank Press
- 1993–2005 Bruce Michael Alberts
- 2005–2016 Ralph J. Cicerone
- 2016–sedanjost Marcia McNutt